# ماريا أرماند
ماريا أرماند (بالإسبانية: María Armand)‏ هي نجمة سينما ‏ وممثلة أرجنتينية، ولدت في القرن العشرين، وتوفيت في القرن العشرين.

## وصلات خارجية
- ماريا أرماند على موقع IMDb (الإنجليزية)